# 第三次高丽契丹战争
第三次高丽契丹战争，發生在11世纪遼朝（契丹）和高麗之間的衝突，战场在今中国和朝鲜边境。高丽契丹战争一共三次，第一次在993年，第二次在1010年，本次在1018年。
1012年八月，高丽显宗王询称病不朝辽圣宗。辽圣宗想要收复兴州、铁州（今车辇馆西）、龙州（今龙川郡）等六州，1013年，派耶律资忠赴高丽索取，王询不应。1014年，再派人索取，使者被高丽扣押。六月，于是辽圣宗命国舅详稳萧敌烈、东京留守耶律团石等率先抵达鸭绿江造浮桥。1014年正月，又派东京留守耶律善宁等会萧敌烈进击，四月，辽军无功而还。五月，命北府宰相刘晟为都统，枢密使耶律世良为副，殿前都点检萧屈烈为都监，率军讨伐，辽军至边境，刘晟逗留不进，被押回京师。辽圣宗让耶律世良、萧屈烈统兵前进。九月，耶律世良率兵攻打通州（今宣川西）、宁州二州失利，转兵攻占定远、兴化。1016年正月，在郭州（今朝鮮平壤西北）西与高丽军交战，高丽万余人被斩首，辽军获其辎重。1017年正月，圣宗想要收复六城，派枢密使萧合卓为都统，行营都部署王继忠为副，萧屈烈为都监，再次攻讨。九月与在兴化高丽坚一、洪光交战，萧合卓战败退还。1018年，辽圣宗以东平王萧排押为都统，萧屈烈为副，耶律八哥为都监率兵攻兴化。高丽将军姜邯赞、姜民瞻预先在山谷设伏，辽军遭伏击而退，在茶、陀二河被高丽军追到，在两河间再战，辽军大败，萧排押弃军而逃，余军溃散。至此，辽连年征战高丽，以失败而告终。